# Olga Lossky
Pour les articles homonymes, voir Lossky.
Olga Lossky (russe : Ольга Андреевна Лосская), née le 5 décembre 1980 à Paris, est une écrivaine française.

## Biographie
Olga Lossky est arrière petite fille de Vladimir Lossky, lui-même fils de Nicolas Lossky. Elle est la petite-fille de Nicolas Lossky, prêtre orthodoxe et de Véronique Lossky, professeur de littérature russe et traductrice, Olga est la fille d'André Lossky (né à Paris en 1953,  Professeur de Théologie liturgique), leurs fils.

## Œuvres

### Romans
- Requiem pour un clou, Paris, Éditions Gallimard, coll. « Blanche », 2004, 184 p.  (ISBN 2-07-077033-8)

- Prix Fénéon de Littérature 2004  - Bourse de la Fondation Cino del Duca
- traduit en allemand et en roumain
- La Révolution des cierges, Paris, Éditions Gallimard, coll. « Blanche », 2010, 354 p.  (ISBN 978-2-07-012768-9)

- Prix du Roman Historique des Rendez-Vous de l'Histoire - Coup de Cœur des Lecteurs 2010
- Prix Augiéras 2011
- Prix littéraire national de l'audiolecture 2011
- Plume d'argent du salon du livre de Tours
- traduit en grec et en slovène
- La Maison Zeidawi, Paris, Éditions Denoël, coll. « Romans français », 2013, 237 p.  (ISBN 978-2-207-11722-4)[4],[5].

- Prix France-Liban 2014
- Prix de l'Union interalliée 2015
- présélection pour le Prix Maison de la Presse
- traduit en hébreu
Parution en poche chez Point, 2015.
- Le Revers de la médaille, Paris, Éditions Denoël, coll. « Romans français », 2016, 304 p.  (ISBN 978-2-207-13228-9)

- première sélection du Prix Orange du livre 2016

- Risque Zéro, Paris, Éditions Denoël, coll. "Romans français", 2019, 336 p.  (ISBN 9782207141762)[7]

### Nouvelle
"Le couteau à manche d'ébène", dans L'esprit de Noël, Éditions Bayard, 2021.  (ISBN 978-2-227-50026-6)

### Biographies
- Vers le jour sans déclin. Une vie d’Élisabeth Behr-Sigel (1907-2005), Paris, Éditions du Cerf, coll. « L’Histoire à vif », 2007, 453 p.  (ISBN 978-2-204-08062-0). Traduit en anglais et en roumain.
- Une soutane à mobylette : le père Cyrille Argenti (1918-1994), Paris, Salvator, 2024 (ISBN 978-2-7067-2740-5)